# Distrito de Willisau
El distrito de Willisau (en alemán Amt Willisau) es uno de los cinco distritos del cantón de Lucerna, Suiza. Tiene una superficie de 337,47 km². La capital del distrito es Willisau.

## Geografía
El distrito de Willisau limita al norte con el distrito de Zofingen (AG), al este con el de Sursee, al sur con el de Entlebuch, al suroeste con el Emmental, y al oeste con el de Alta Argovia.

## Comunas
| Distrito de Willisau   | Distrito de Willisau   | Distrito de Willisau |
| Comunas                | Población (31.12.2014) | Superficie km²       |
| ---------------------- | ---------------------- | -------------------- |
| Alberswil              | 643                    | 3.55                 |
| Altbüron               | 974                    | 6.77                 |
| Altishofen             | 1579                   | 5.77                 |
| Dagmersellen           | 5118                   | 23.88                |
| Ebersecken             | 401                    | 8.56                 |
| Egolzwil               | 1368                   | 4.17                 |
| Ettiswil               | 2562                   | 12.55                |
| Fischbach              | 733                    | 8.05                 |
| Gettnau                | 1088                   | 6.07                 |
| Grossdietwil           | 838                    | 10.19                |
| Hergiswil bei Willisau | 1869                   | 31.35                |
| Luthern                | 1307                   | 37.79                |
| Menznau                | 2918                   | 30.38                |
| Nebikon                | 2517                   | 3.73                 |
| Pfaffnau               | 2304                   | 17.63                |
| Reiden                 | 6892                   | 27.01                |
| Roggliswil             | 647                    | 6.21                 |
| Schötz                 | 4095                   | 15.35                |
| Ufhusen                | 876                    | 12.23                |
| Wauwil                 | 1904                   | 2.95                 |
| Wikon                  | 1470                   | 8.30                 |
| Willisau               | 7623                   | 41.09                |
| Zell                   | 1999                   | 13.89                |
| Total (23)             | 50 432                 | 337.47               |

## Cambios desde 2000

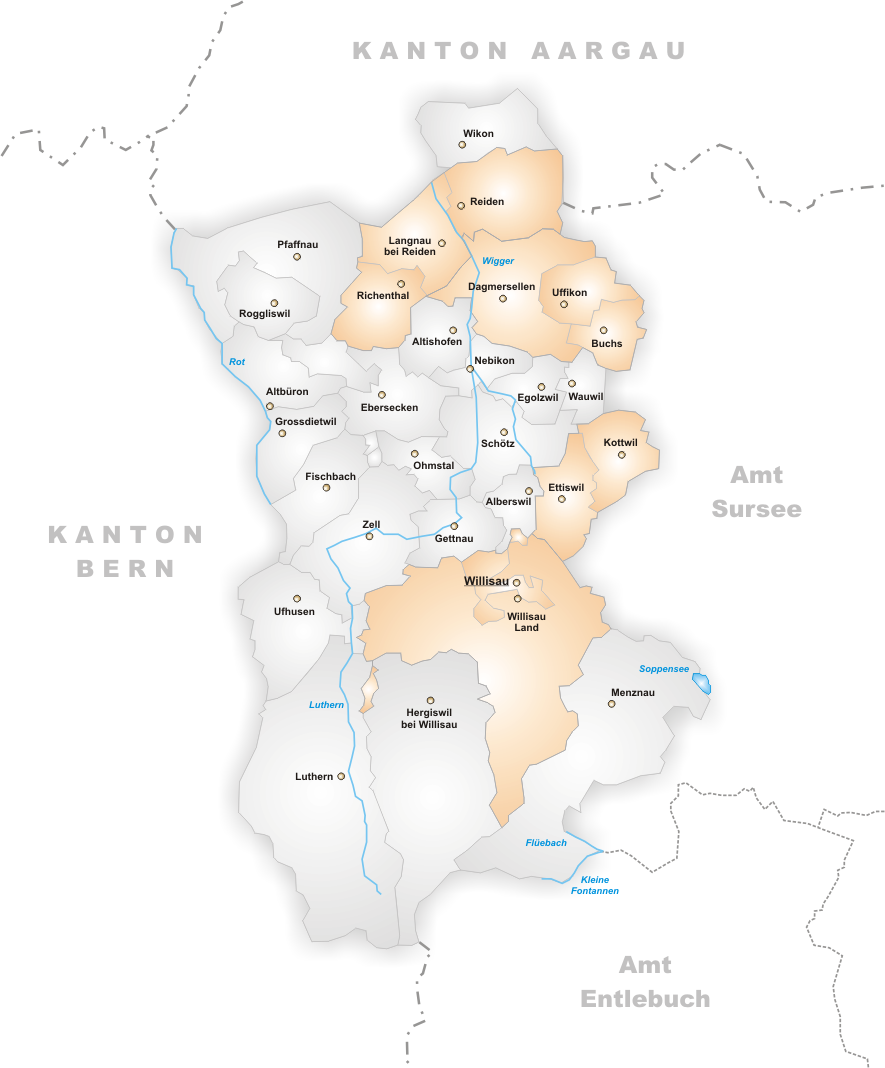
Comunas hasta 2005
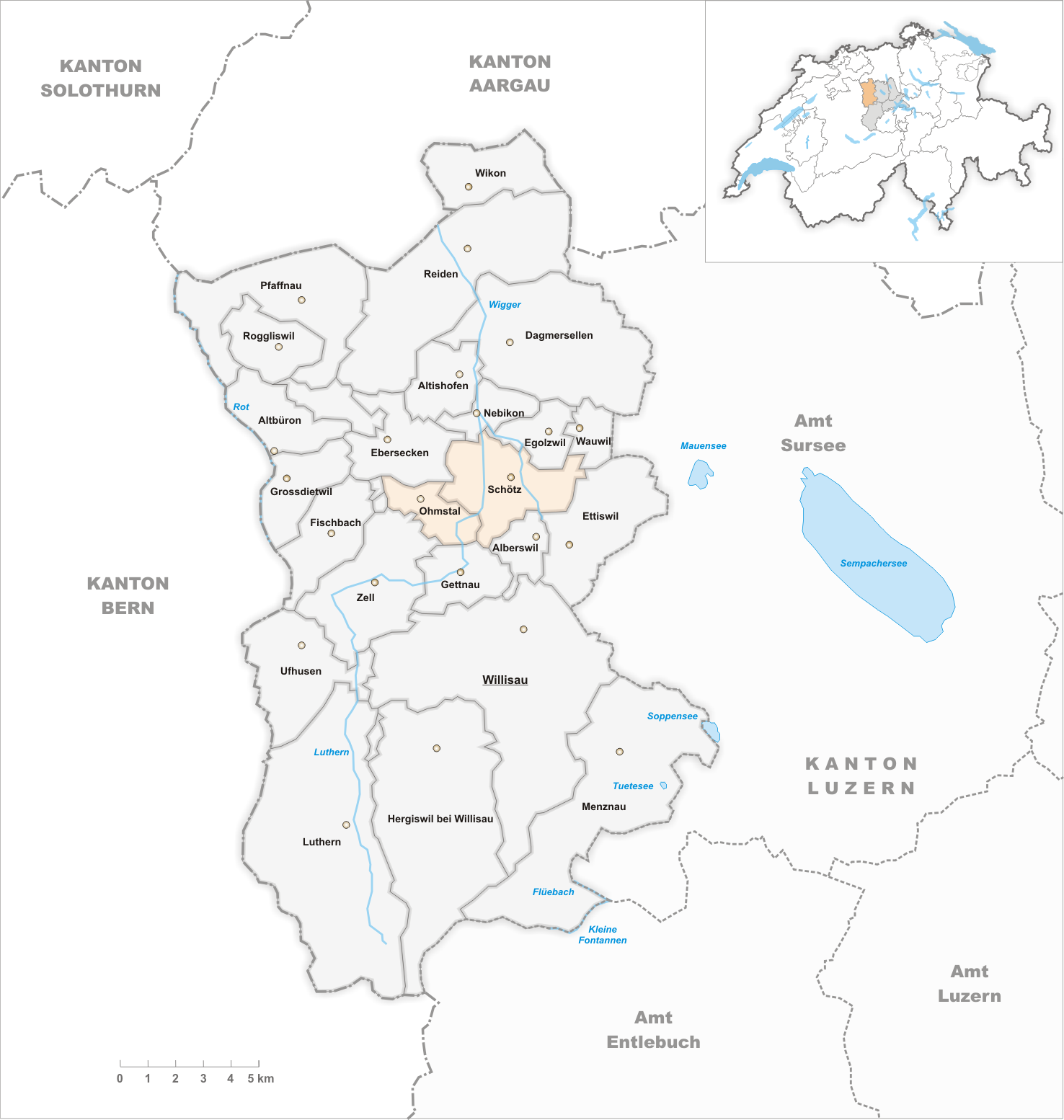
Comunas hasta 2012

### Fusiones
- 2006: Buchs, Dagmersellen y Uffikon → Dagmersellen
- 2006: Ettiswil y Kottwil → Ettiswil
- 2006: Willisau Land y Willisau Stadt → Willisau
- 2006: Langnau bei Reiden, Reiden y Richenthal → Reiden
- 2013: Ohmstal y Schötz → Schötz